# Havoc and Bright Lights
Havoc and Bright Lights es el octavo álbum de estudio de la artista canadiense Alanis Morissette, publicado el 22 de agosto de 2012. Es su primera producción con el sello discográfico Collective Sounds (distribuido por Sony a nivel mundial excepto por Universal en Canadá y Japón, y en los Estados Unidos por RED Distribution) y marca su despedida del sello Maverick Records, que había sido su discográfica desde 1995. Fue producido por Guy Sigsworth y Joe Chiccarelli, que ya habían sido los encargados de producir su anterior trabajo, Flavors of Entanglement (2008).
Havoc and Bright Lights recibió reseñas diversas por parte de la crítica especializada. Algunos alabaron la producción del álbum mientras otros lo catalogaron como sobreproducido y líricamente flojo. El primer sencillo del álbum fue la canción "Guardian".

## Lista de canciones
Todas las letras escritas por Alanis Morissette, toda la música compuesta por Alanis Morissette y Guy Sigsworth. 
| Standard edition |                     |                                |          |  |
| N.º              | Título              | Productor(es)                  | Duración |  |
| 1.               | «Guardian»          | Joe Chiccarelli, Guy Sigsworth | 4:18     |  |
| 2.               | «Woman Down»        | Chiccarelli, Sigsworth         | 3:36     |  |
| 3.               | «'Til You»          | Chiccarelli                    | 4:07     |  |
| 4.               | «Celebrity»         | Chiccarelli, Sigsworth         | 4:01     |  |
| 5.               | «Empathy»           | Chiccarelli                    | 4:00     |  |
| 6.               | «Lens»              | Chiccarelli, Sigsworth         | 4:08     |  |
| 7.               | «Spiral»            | Chiccarelli, Sigsworth         | 4:17     |  |
| 8.               | «Numb»              | Chiccarelli                    | 4:10     |  |
| 9.               | «Havoc»             | Chiccarelli, Sigsworth         | 5:53     |  |
| 10.              | «Win and Win»       | Chiccarelli                    | 5:01     |  |
| 11.              | «Receive»           | Chiccarelli                    | 4:28     |  |
| 12.              | «Edge of Evolution» | Chiccarelli                    | 4:29     |  |

## Créditos
- Voz: Alanis Morissette
- Batería: Matt Chamberlain, Victor Indrizzo
- Percusión: Victor Indrizzo
- Bajo: Paul Bushnell, Sean Hurley
- Teclados: Jeff Babko, Joe Chiccarelli, Zac Rae, Guy Sigsworth
- Guitarra eléctrica: Chris Elms, David Levita, Tim Pierce, Lyle Workman
- Guitarra acústica: Mike Daly, Chris Elms, Tim Pierce
- Violín: Lili Haydn